# Кама (Удмуртия)
Кама — село (с 2004 года) в Камбарском районе Удмуртии. Административный центр и единственный населённый пункт Камского сельского поселения.

## География
Находится на левом берегу реки Кама. На севере села находится вошедший в состав села посёлок Чёрная речка и населённый пункт Шольинского сельского поселения Дома 1164 км, имеющий общий адрес — ул. Чёрная.

## История
В 1924 году был образован посёлок городского типа Бутыш.
В соответствии с указами Президиума Верховного Совета РСФСР от 10 января 1966 г. и Президиума Верховного Совета УАССР от 12 января 1966 г. р.п. Бутыш переименован в р.п. Кама и в состав его территории включены нас.п.: ж.-д.ст. Кама, тубсанаторий «Кама», п. Камский и ж.-д.казармы 1168 км, 1170 км, 1172 км и 1175 км.

С 2004 года Кама — сельский населённый пункт.

## Население
| 1959  | 1970  | 1979  | 1989  | 2002  | 2008  | 2010  |
| ----- | ----- | ----- | ----- | ----- | ----- | ----- |
| 5657  | ↘4111 | ↘3742 | ↗3830 | ↘3478 | ↘2717 | ↘2060 |
| 2012  | 2013  | 2014  | 2015  | 2016  | 2017  | 2018  |
| ↘1993 | ↘1915 | ↘1825 | ↘1800 | ↘1786 | ↘1785 | ↘1760 |
| 2019  | 2020  |       |       |       |       |       |
| ↘1754 | ↘1726 |       |       |       |       |       |

| 1959 | 1970 | 1979 | 1989 | 2002 | 2013 |
| ---- | ---- | ---- | ---- | ---- | ---- |
| 5657 | 4111 | 3742 | 3830 | 3478 | 1915 |

## Инфраструктура
Путевое хозяйство Ижевского региона Горьковской железной дороги.

## Транспорт
В селе расположена одноимённая железнодорожная станция, и остановочный пункт 1169 км.